# 喀斯喀特 (愛荷華州)
喀斯喀特（英語：Cascade）是一個位於美國愛荷華州迪比克縣和瓊斯縣的城市。

## 地理
喀斯喀特的座標為42°17′51″N 91°00′44″W / 42.29750°N 91.01222°W，而該地的平均海拔高度為252米（即857英尺）。

## 人口
根據2010年美國人口普查的數據，喀斯喀特的面積為4.84平方千米，當中陸地面積為4.84平方千米，而水域面積為0.00平方千米。當地共有人口2159人，而人口密度為每平方千米446人。